# Pal de golf

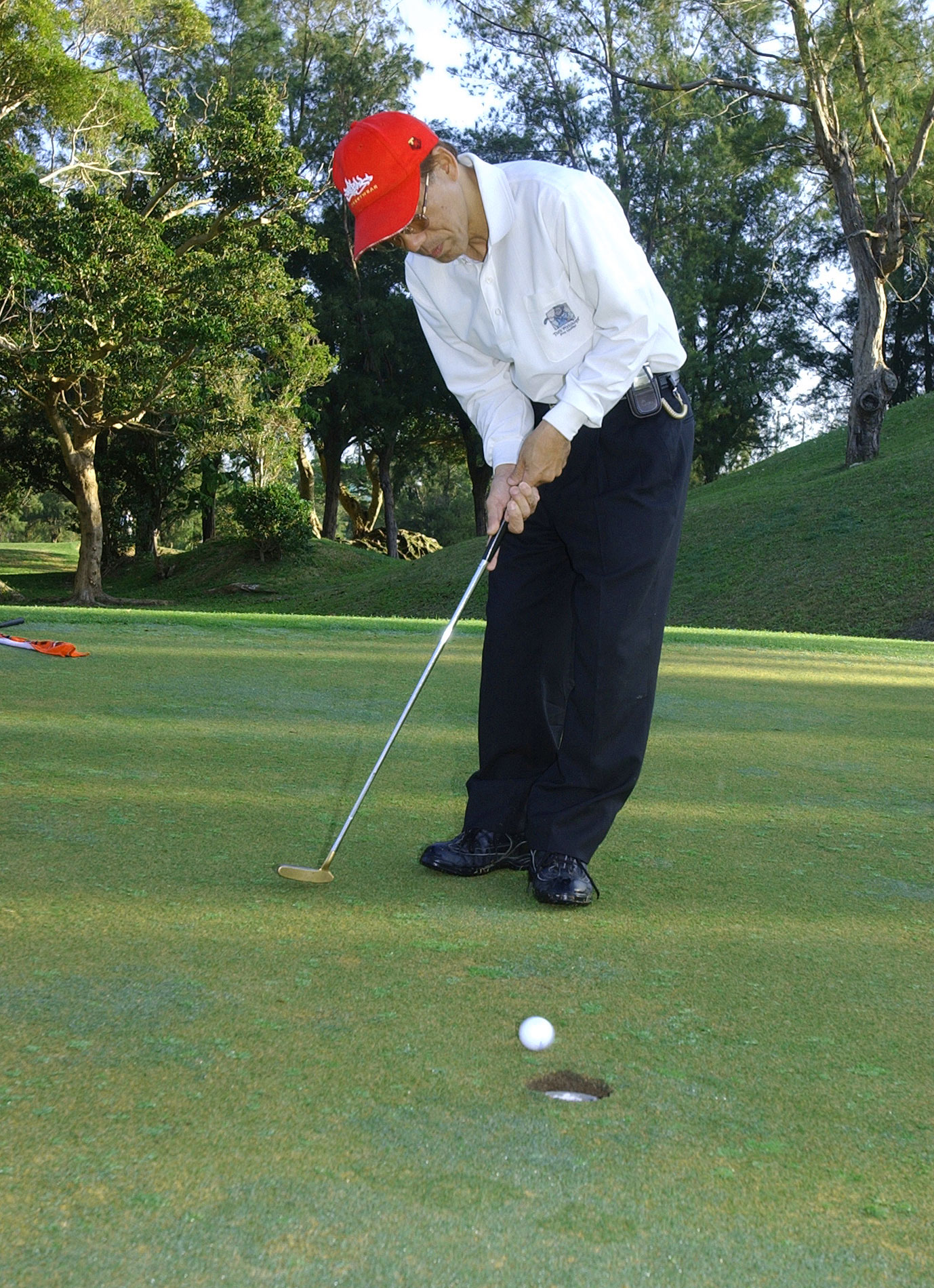
Golfista utilitzant un putter.

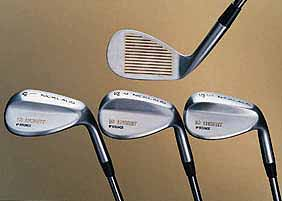
Pals de ferro.

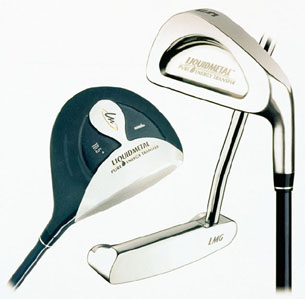
Fusta, putter i ferro.

Un pal de golf és un instrument que es fa servir en aquest esport per colpejar les pilotes de golf. Consta d'un eix amb una secció d'unió o mànec, i una superfície àmplia anomenada "cap" en el costat oposat.
Existeixen tres tipus de pals, cadascun amb una funció diferent. Els anomenats "fustes" s'usen majoritàriament per tirs de llarga distància o de sortida (també anomenats "al tee"). Els "ferros" s'utilitzen en varietat de tirs. Els "putter" s'empren majoritàriament sobre el "green" per rodar la bola de golf al forat.
Un club de golf és el nucli per jugar al golf, el nom prové del terme alemany "Kolbe" (club en alemany). Malgrat no tenir un origen clar, Escòcia és considerada el bressol d'aquest esport. A Escòcia s'hi va jugar durant més de quatre segles, creant el primer club oficial, el St. Andrews. El conjunt estàndard per a jugar al golf consta de 14 pals de golf, i encara que hi ha combinacions tradicionals que es venen a les botigues com conjunts a joc, els jugadors són lliures de portar qualsevol combinació de 14 clubs o menys legals.
Una variació important en diferents clubs són les "golfes", o l'angle entre la cara del pal i el pla vertical. És el que fa que un pilota de golf deixi el tee en una trajectòria ascendent, no amb l'angle de gir, privocant els canvis de contacte amb la pilota amb un moviment horitzontal. L'impacte del pal comprimeix la bola, mentre que les ranures de la cara del pal donen a la pilota retrocés (que és un efecte a la dreta quan es veu des del punt de vista d'un golfista dret, o és un dir cap al costat esquerre.
El gir quan es veu des del punt de vista d'un golfista esquerrà oscil·lant). En conjunt, la compressió i benkascensiór ascensor. La majoria de les fustes i ferros estan etiquetats amb un número, els números més alts indiquen eixos més curts i lofts més alts, que donen a la bola una trajectòria més alta a. més curt.

## Fusta
Els pals amb què es pot colpejar més fortament i aconseguir més distància es denominen fustes, tot i que actualment ja no són d'aquest material, sinó d'acer o titani. Es porten normalment tres fustes per als cops llargs. Les fustes s'utilitzen per aconseguir distància amb la bola. El seu ús primordial és per sortir dels tees, que són les sortides de cada forat del camp.

## Ferro
Per a la resta de cops s'empren els ferros, dels que se'n porten nou o deu. Tots aquests pals es diferencien entre si per l'angle de les seves bases, mitjançant el qual varia la seva inclinació perquè la bola surti llançada en trajectòries més horitzontals o més altes, segons la distància al forat.

## Wedge
Els pals amb major inclinació són els wedges. Els que se solen trobar en una bossa reben noms específics com pitching wedge (45 a 48º) o sand wedge (56º), que se sol usar per treure la bola del "búnquer".
Altres wedges habituals són el gap wedge (uns 52º), per cobrir el buit entre els dos anteriors, o el lob wedge (60º) que ajuda a trencar la bola en el lloc on cau, sense que rodi més enllà.

## Putter
Finalment es fa servir un pal anomenat putter per empènyer la bola mitjançant un cop (putt) cap al clot en el green.